# デイヴィッド・アームストロング＝ジョーンズ (第2代スノードン伯爵)

スノードン伯爵デイヴィッドの紋章

デイヴィッド・アームストロング＝ジョーンズ（英語: David Armstrong-Jones, 2nd Earl of Snowdon、1961年11月3日 - ）は、イギリスのインテリアデザイナー。第2代スノードン伯爵。

## 略歴
初代スノードン伯爵アンソニー・アームストロング＝ジョーンズとイギリス国王ジョージ6世の次女マーガレットとの間の長男として誕生した。
ビーミンスターのパーナム大学で木工を学び、1982年の卒業後はドーキングの工務店で家具のデザインを行う。3年後に独立し、デイヴィッド・リンリー家具店（David Linley Furniture Ltd.）を開業。オーダーメイドの家具、装飾品の新古典派調の作風で人気を博す。
2006年12月1日、クリスティーズの会長に就任した。
2017年1月13日の父の死去に伴い爵位を継承した。それまでは儀礼称号としてリンリー子爵（英語: Viscount Linley）を称していた。なおリンリー子爵位も本来は父の保有する爵位で、スノードン伯爵襲爵に伴い従属称号であるリンリー子爵位も正式に相続したが、以降は継承予定者である長男チャールズが儀礼称号としてこの爵位を名乗る。

### 王室成員としての活動
女王エリザベス2世の甥として、国王誕生日やクリスマスの行事に参列して来た。
母マーガレットの晩年には、一家揃ってケンジントン宮殿に移り、その面倒を見た。
2002年、母に次いで祖母のエリザベス王太后が崩御した際、従兄弟のチャールズ3世（当時王太子）・アンドルー王子・エドワード王子（共に王太后の孫）と共に不寝番を務めた。

## 家族
1993年10月8日にハリントン伯爵チャールズ・スタナップの娘セレナと結婚、1男1女がいる。
- 長男：チャールズ（1999年7月1日 - ） リンリー子爵
- 長女：マーガリタ（2002年5月14日 - ）